# Кингсайз

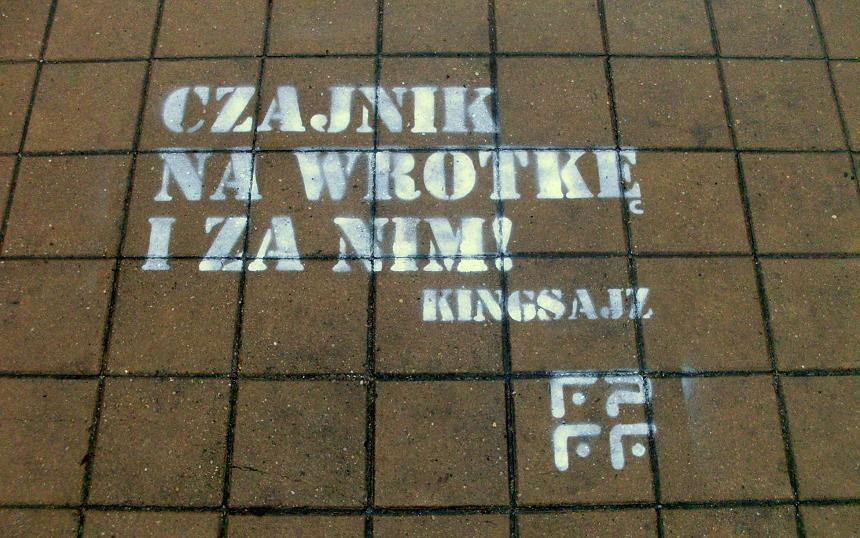
Цитата «Чайник на ролики, и за ним!» из фильма «Kingsajz» XXXIV Фестиваль польского кино в Гдыне 2009 года.

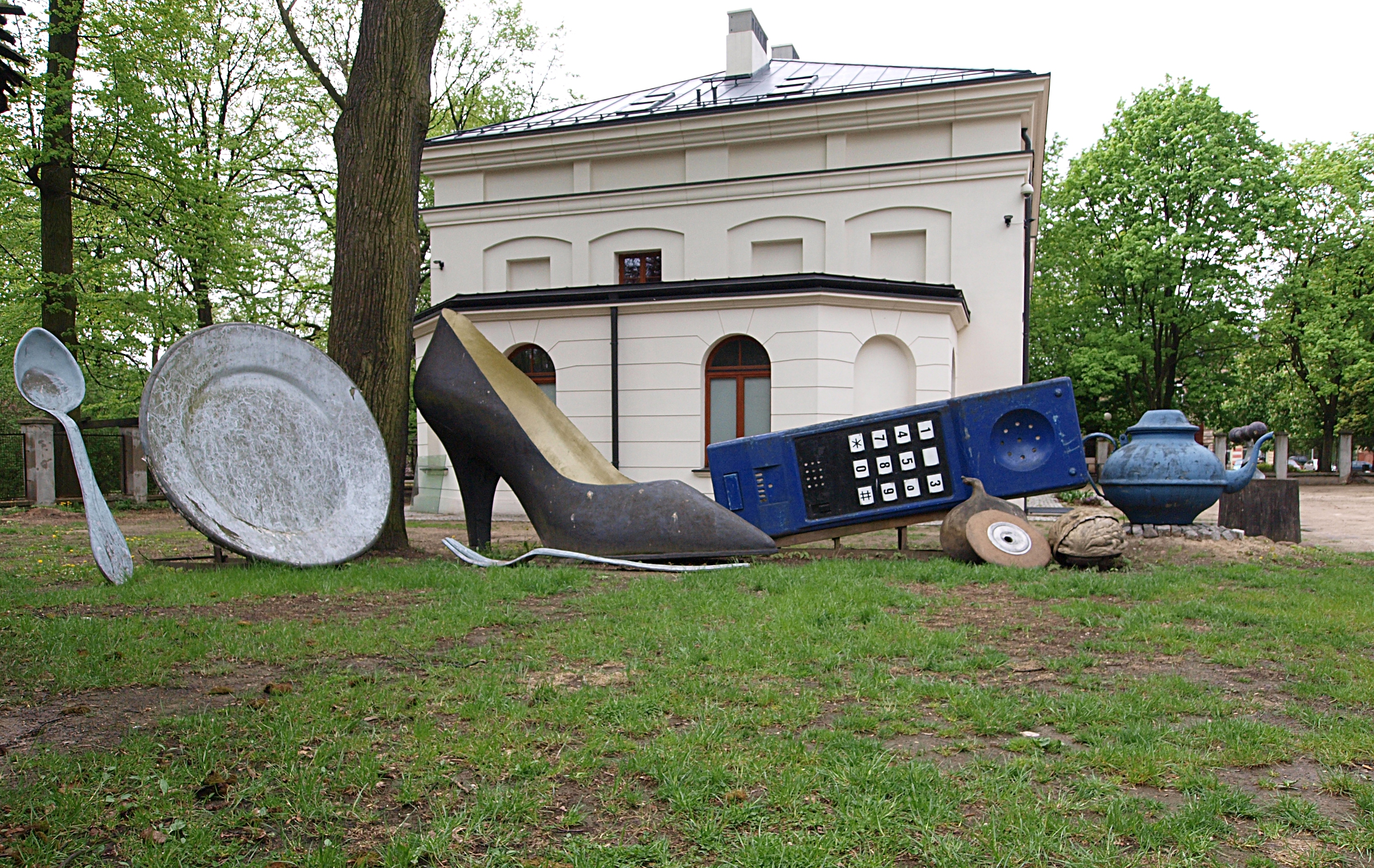
Часть реквизита к фильму, экспозиция Музея кинематографии в Лодзи.

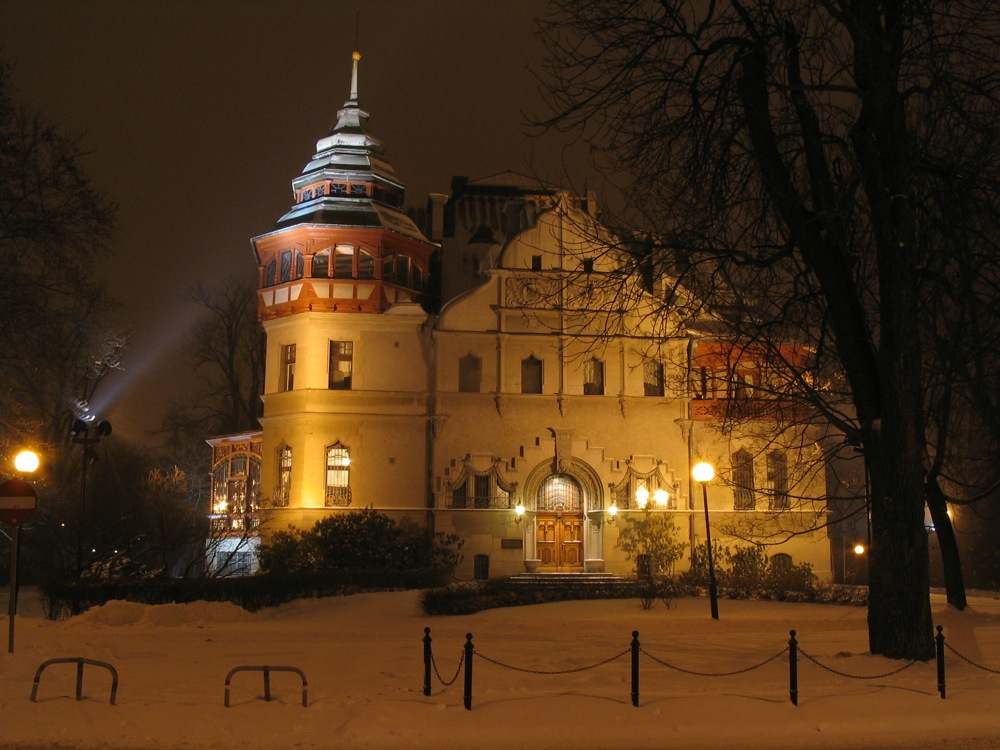
Вилла Рейнгольда Рихтера, ныне принадлежащая ректорату лодзинского политеха, в фильме — редакция журнала «Кузнечик».

«Кингсайз» (пол. Kingsajz, Польша, 1987) — сказочная сатирическая кинокомедия для взрослых Юлиуша Махульского, в которой рассказывается о гномах (краснолюдки), построивших государство с тоталитарным режимом.

## Сюжет
Ольгерд Едлина (Яцек Хмельник) ведёт двойную жизнь. В обычном человеческом мире он — сотрудник журнала, но на самом деле — выходец из Шкафландии, гномьей страны, что раскинулась в каталожных ящиках научной библиотеки. Превратиться из гнома в полноразмерного человека ему помог волшебный препарат Кингсайз, рецепт которого в Шкафландии является строжайшей государственной тайной, и за её хранением следит лично глава гномьих спецслужб Зловредный (Ежи Штур). В гномьей стране — строжайшие тоталитарные порядки, а женщин — нет. Неудивительно, что её жители рвутся в большой мир. Но и там превратившиеся беглецы должны регулярно употреблять «Поло-Кокту» — тонизирующий газированный напиток, чтобы не развоплотиться обратно в гномов. К тому же, гномы-беглецы вынуждены скрываться от «спецгномов» — сотрудников госбезопасности Шкафландии, ведущих охоту на «предателей».
Другу Ольгерда и также бывшему гному — талантливому химику по имени Адась — удаётся расшифровать формулу препарата. «Спецгномы» выследили Адася и ввели ему препарат, который превратил его обратно в гнома, после чего Адася переправили в Шкафландию, где его ждёт смертная казнь. Чтобы спасти Адася и узнать у него формулу «кингсайза», Ольгерд уменьшается и возвращается в Шкафландию. С помощью гномов оппозиционеров и модельера Али, Ольгерд спасает Адася прямо во время казни. К отцу Али заколдованному Зловредным в кролика вернулся человеческий облик. Герои благополучно возвращаются в обычный мир и сообщают, что теперь: «Кингсайз есть для всех».
Очень интересна и метафорична концовка фильма: камера отъезжает назад, показывая, что поезд с героями едет по игрушечной дороге. А затем на панораму Варшавы (Дом Культуры) накладывается интертитр с замочной скважиной. Намёк на то, что наш мир — лишь маленькая страна в чьём-то шкафу.

## В ролях
- Яцек Хмельник — Ольгерд Едлина, журналист журнала «Кузнечик»
- Ежи Штур — сверхначальник Зловредный (Килькуядек)
- Катажина Фигура — Аля, модельер, дочь гнома
- Марек Вальчевский — отец Али
- Гжегож Хероминьский — Адась Хапс, химик, расшифровавший формулу Кингсайза
- Лиза Махульская — Эва, модель, невеста Ольгерда
- Ян Махульский — Квинтек, бывший гном
- Ольгерд Лукашевич — Параграф, журналист, бывший коллега Ольгерда
- Леонард Петрашак — Крамерко, бывший гном
- Витольд Пыркош — Зенек Бомбалина, главный редактор журнала «Кузнечик»
- Здислав Кузьняр — мужчина в берете, у которого Ольгерд пытался выкрасть бутылку «Поло-Кокты»
- Беата Тышкевич — дама на базаре
- Бронислав Вроцлавский — Пыце, спецгном
- Мацей Козловский — Вась, спецгном
- Иоахим Лямжа — Зыль, спецгном
- Леон Харевич — Гиль, спецгном
- Рышард Котыс — Носач, заключённый в Шкафландской тюрьме
- Влодзимеж Мусял — бармен
- Эльжбета Ясиньская — директор магазина

## Создатели фильма
- Авторы сценария: Юлиуш Махульский, Иоланта Хартвиг
- Режиссёр-постановщик: Юлиуш Махульский
- Оператор-постановщик: Ежи Лукашевич
- Художник-постановщик: Януш Сосновский
- Композитор: Кшесимир Дембский
- Звукооператор: Марек Вронко
- Художник по костюмам: Малгожата Брашка
- Монтажёр: Мирослава Гарлицкая
- Директор фильма: Анджей Солтысик
- Песни исполняют: Майка Ежовска, Анна Юркштович, Мечислав Щешняк

Фильм снят на киностудии «Кадр» (Лодзь) в 1987 году.

## Факты
- Яцек Хмельник, Ян Махульский и Леонард Петрашак, которые в дилогии «Ва-банк» играли Мокса, Квинто и Крамера, в «Кингсайзе» играют соответственно гномов Ольгерд, Квинтек и Крамерко.
- В фильме звучит фраза: «Это будет настоящая секс-миссия!»; «Секс-миссия» это один из предыдущих фильмов Ю. Махульского.
- «Поло-Кокта»[en] — реально существовавший напиток. Он возник как польский «ответ» на волне популярности двух американских «кол» — «Кока-колы» и «Пепси-колы», появившимся в ПНР примерно в то же самое время («Кока-кола» с 1972 г. производилась по лицензии на варшавском алкогольном заводе «Варсовин»; «Пепси-кола» производилась по принципу франчайзинга с 1973). Напиток этот иностранцам (в частности — студентам) по вкусу напоминал смесь Кока-Колы и Пепси. Производство «Поло-Кокты» было остановлено после открытия «железного занавеса». Уже в двухтысячных годах производство «Поло-Кокты» было восстановлено (под слегка изменённым наименованием «Поло-Кола»), причём в рекламе напитка использовались цитаты из «Кингсайза».
- В фильме также присутствует скрытая реклама магазинов самообслуживания (впоследствии супермаркетов) «Społem[англ.]».
- Текст, набираемый гномами на пишущей машинке ("Шкафландия, отчизна моя..." / „Szuflandio, ojczyzno moja...”) — отсылка к хрестоматийной поэме Адама Мицкевича «Пан Тадеуш», начинающейся словами "Litwo! Ojczyzno moja!".
- Здание, в котором располагалась редакция выдуманного журнала «Кузнечик» принадлежит ректорату лодзинского политеха, а название журнала — аллюзия на издаваемый и поныне в Польше «Сверчок[англ.]».
- Карточки на мух — сатирическое отражение существовавшей в ПНР до 1989 года системы рационирования.
- В последнем эпизоде, пассажир вагона за крайним столиком — Юлиуш Махульский.